# Князева, Елена Николаевна
Еле́на Никола́евна Кня́зева (род. 23 декабря 1959 года, Московская область, СССР) — советский и российский философ, специалист в области философии науки и эпистемологии, философским проблемам теории самоорганизации сложных систем (синергетики), эволюционной эпистемологии, методологии междисциплинарных исследований, энактивизму. Доктор философских наук. Профессор Школы философии Национального исследовательского университета «Высшая школа экономики». Автор 10 монографий и многочисленных научных статей, в том числе в журналах «Вопросы философии», «Философские науки», «Логос», «Journal for General Philosophy of Science».

## Биография
Родилась 23 декабря 1959 года в Московской области.
Училась в математической школе № 52 (ныне гимназия № 1514) г. Москвы. В 1982 году окончила физический факультет Московского педагогического государственного университета (диплом с отличием). В 1982—1985 годах прошла обучение в очной аспирантуре Института философии РАН. В 1985 году защитила диссертацию на соискание ученой степени кандидата философских наук по теме «Принцип детерминизма в диалектической логике» (специальность 09.00.01 — диалектический и исторический материализм). В 1994 году в Институте философии РАН защитила диссертацию на соискание учёной степени доктора философских наук по теме «Эволюция научного знания: процессы самоорганизации» (специальность 09.00.01 — онтология и теория познания).
С 1985 по 2013 годы проводила научные исследования в Институте философии РАН. В 2008—2013 годах была заведующим сектором эволюционной эпистемологии в этом Институте. В 1996 году была одним из организаторов Международного Московского синергетического форума.
В 2004—2012 годах преподавала в Российской академии государственной службы при Президенте РФ. В 2006—2018 годах преподавала в Первом Московском государственном медицинском университете им. И. М. Сеченова.
С 2013 года является профессором Школы философии Национального исследовательского университета «Высшая школа экономики».
Переводчик работ по теории сложности (И. Р. Пригожина, Г. Хакена, Э. Морена, К. Майнцера, В. Эбелинга), эволюционной эпистемологии и биоэтике.

## Научные труды

### Монографии
- Князева Е. Н., Курдюмов С. П. Законы эволюции и самоорганизации сложных систем. М.: Наука, 1994. 236 с. (Кибернетика-неограниченные возможности и возможные ограничения) ISBN 5-02-006975-2
- Князева Е. Н. Одиссея научного разума. Синергетическое видение научного прогресса. М.: ИФ РАН, 1995. 228 с.
- Князева Е. Н., Курдюмов С. П. Основания синергетики: Режимы с обострением, самоорганизация, темпомиры. СПб.: Алетейя, 2002. 414 с.
- Князева Е. Н., Курдюмов С. П. Основания синергетики. Синергетическое мировидение. М.: КомКнига, 2005. 240 с.- Изд.3, доп. М.: УРСС, 2010.
- Князева Е. Н., Курдюмов С. П. Основания синергетики. Человек, конструирующий себя и своё будущее. М.: КомКнига, 2006. 232 с. (Изд.4, доп. М.: УРСС, 2011).
- Князева Е. Н., Курдюмов С.П. Синергетика: нелинейность времени и ландшафты коэволюции. М.: КомКнига, 2007. 272 с. (Изд.2, М.: УРСС, 2011).
- Алюшин А. Л., Князева Е. Н. Темпомиры. Скорость восприятия и шкалы времени. М.: ЛКИ/ УРСС, 2008. 240 с. (Изд.3, стереотип. URSS. 2014).
- Бескова И. А., Князева Е. Н., Бескова И. А. Природа и образы телесности. М.: Прогресс-Традиция, 2011. 456 с. .
- Князева Е. Н. Энактивизм: новая форма конструктивизма в эпистемологии. М., СПб.: Центр гуманитарных инициатив, 2014. — 352 с.
- Князева Е. Н. Инновационная сложность / отв. ред. Е. Н. Князева. — СПб.: Алетейя, 2016. — 608 с. ISBN 978-5-906823-11-3
- Князева Е. Н. Философия науки. Междисциплинарные стратегии исследований. М.: Юрайт, 2019.

### Антологии
Научный редактор, составитель, автор переводов:
- Эволюционная эпистемология. Антология Архивная копия от 31 марта 2019 на Wayback Machine / Научный редактор, сост. Е. Н. Князева. М.: Центр гуманитарных инициатив, 2012. — 704 с., ил. («Humanitas»). ISBN 978-5-98712-017-0
- Синергетика. Антология Архивная копия от 31 марта 2019 на Wayback Machine / Научный редактор, составитель, автор переводов и вступительной статьи E.H. Князева. М.; СПб.: Центр гуманитарных инициатив, 2013. — 408 с. (Humanitas). ISBN 978-5-98712-126-9

### Основные статьи
- Князева Е.Н. Биосемиотика: истоки междисциплинарного направления // Вопросы философии. 2018. № 11. С. 86-98.
- Alyushin A., Knyazeva H. Realism versus Constructivism in Their Competition for Dominance in Politics: The Case of Russia. // Axiomathes. 2018. Vol.28. No.3. P.345-361.
- Куркина Е. С., Князева Е. Н. Методология сетевого анализа социальных структур // Философия науки и техники. 2017. Т. 22, № 2. С. 120—135.
- Князева Е.Н. Мудрость среды: идеи Ф. де Соссюра, Ф. Гваттари, Р. Тома в контексте развития биосемиотики // Философские науки. 2016. № 9. С. 61-76.
- Князева Е.Н. Возвращение к единству: методологические аспекты эволюционного холизма // Вестник Томского государственного университета. Философия. Социология. Политология. 2016. № 35 (3). С. 23-35.
- Князева Е.Н. Универсальный эволюционизм: паттерны, которые связывают // Философские науки. 2015. № 3. С. 90-103.
- Князева Е.Н. Понятие «Umwelt» Я. фон Икскюля и его значимость для современной эпистемологии // Вопросы философии. 2015. № 5. С. 30-43.
- Князева Е.Н. Познание как смыслопорождающая деятельность: на перекрёстке биосемиотики и когнитивной науки. // Praxema. Проблемы визуальной семиотики. 2014. № 2. С. 26-44.
- Куркина Е. С., Князева Е. Н. С. П. Курдюмов и его эволюционная модель динамики сложных систем // Известия высших учебных заведений «Прикладная нелинейная динамика». 2013. Т. 21. № 4. С.93-114.
- Князева Е. Н. Энактивизм: концептуальный поворот в эпистемологии // Вопросы философии. 2013. № 10. С. 91-104.
- Князева Е.Н. Инновационная сложность с позиции энактивизма // Философский журнал. 2013. № 1 (10). С.121-134.
- Князева Е. Н. Трансдисциплинарные стратегии исследования // Вестник Томского государственного педагогического университета, 2011, № 10, С. 193—201.
- Князева Е.Н. Идея эмерджентной эволюции в воззрениях Э. Морена, И. Стенгерс и Ж. де Роснэ // Философские науки. 2011. № 9. С. 99-115.
- Knyazeva H. The Russian Cosmism and the Modern Theory of Complexity: The Comparative Analysis // Analecta Husserliana. 2011. Vol. 107 (Astronomy and Civilization in the New Enlightenment). P.229-235.
- Князева Е. Н. Конструктивистская эпистемология // Философские науки. 2010, № 11. С.88-103.
- Князева Е. Н. Как возможно мышление о сложном и управление сложностью? // Вопросы философии. 2010, № 10. С.81-83.
- Князева Е.Н. Телесно-ориентированный подход в эпистемологии // Эпистемология и философия науки. 2010, № 1. С.42-49.
- Князева Е. Н., Куркина Е.С. Мыслитель эпохи междисциплинарности // Вопросы философии. 2009, № 9. С. 116—131.
- Князева Е. Н. Ускользающее настоящее // Человек. 2009. № 1. С. 5-18.
- Алюшин А. Л., Князева Е. Н. Многоуровневое темпоральное строение реальности // Вопросы философии. 2007, № 12. С. 81-96.
- Алюшин А. Л., Князева Е. Н. Эндофизика и временные шкалы виртуального восприятия. // Вопросы философии. 2007. № 2. С.80-95.
- Князева Е.Н. Нелинейная паутина познания // Человек. 2006. № 2. С.21-33.
- Князева Е.Н. Творческий путь Франсиско Варелы: от теории автопоэзиса до новой концепции в когнитивной науке. // Вопросы философии. 2005. № 8. С.91-104.
- Алюшин А. Л., Князева Е.Н. Скорость восприятия // Вопросы философии. 2004. № 9. С.135-148.
- Knyazeva, H. The Complex Nonlinear Thinking: Edgar Morin’s Demand of a Reform of Thinking and the Contribution of Synergetics // World Futures. The Journal of General Evolution. 2004. Vol.60. N. 5-6. P.389-405.
- Knyazeva H. Self-Reflective Synergetics // Systems Research and Behavioral Science. 2003. Vol. 20. N 1. P. 53-64.
- Князева Е., Туробов А. Познающее тело. Новые подходы в эпистемологии // Новый мир. 2002. № 11. С.136-154.
- Князева Е. Н. Саморефлексивная синергетика // Вопросы философии. 2001. № 10. С.99-113.
- Haken H., Knyazeva H. Synergetik: zwischen Reduktionismus und Holismus // Philosophia Naturalis. 2000. Bd.37. Hf.1. S.21-44.
- Haken H., Knyazeva H.  // Journal for General Philosophy of Science. 2000. Vol.31. N 1. P.57-73.
- Князева Е., Туробов А. Единая наука о единой природе // Новый мир. 2000. № 3. С.161-178.
- Knyazeva, Helena. Synergetics and the Images of Future // Futures. 1999. Vol.31, N 3/4. P.281-290.
- Князева Е. Н. Сложные системы и нелинейная динамика в природе и обществе // Вопросы философии. 1998, № 11. С.138-143.
- Knyazeva, Helena and Haken, Hermann. Perché l’Impossible è Impossible // Pluriverso. Milano, 1997. Anno 2, N 4. P.62-66.
- Князева Е. Н., Курдюмов С. П. Антропный принцип в синергетике // Вопросы философии. 1997, № 3. С. 62-79.
- Князева Е. Н. Международный Московский синергетический форум. // Вопросы философии. 1996, № 11. С.148-152.
- Князева Е. Н., Курдюмов С. П. Синергетика как средство интеграции естественнонаучного и гуманитарного образования // Высшее образование в России. 1994, № 4. С.31-36.
- Князева Е. Н., Курдюмов С. П. Интуиция как самодостраивание. // Вопросы философии. 1994, № 2. С.110-122.
- Князева Е. Н., Курдюмов С. П. Синергетика: начала нелинейного мышления // Общественные науки и современность. 1993, № 2. С.38-51.
- Князева Е. Н., Курдюмов С. П. Синергетика как новое мировидение: диалог с И.Пригожиным // Вопросы философии. 1992, № 12. С.3-20.

### Избранные переводы
- Майнцер К. Исследуя сложность: от искусственной жизни и искусственного интеллекта к киберфизическим системам Архивная копия от 31 марта 2019 на Wayback Machine // Философия науки и техники. 2015. № 2(20). С. 85-105.
- Майнцер К. Вызовы сложности в XX веке. Междисциплинарное введение // Вопросы философии. 2010, № 10. С.84-98.
- Энгельгардт Х. Т. Почему не существует глобальной биоэтики // Человек. 2008. № 1. С.74-82.
- Морен Э. Образование в будущем: семь неотложных задач. // Синергетическая парадигма. Синергетика образования. М.: Прогресс-Традиция, 2007. С.26-96.
- Морен Э. Метод. Природа Природы. М.: Прогресс-Традиция, 2005. 463 с. — Изд. 2-е, доп. М.: «Канон+» РООИ «Реабилитация», 2013. 488 с.
- Касс Л. Р. Нестареющие тела, счастливые души: Биотехнология в погоне за совершенством // Вызов познанию: Стратегии развития науки в современном мире. М.: Наука, 2004. С.282-308.
- Пригожин И. Кость ещё не брошена. // Синергетическая парадигма. Нелинейное мышление в науке и искусстве. М.: Прогресс-Традиция, 2002. С.15-21.
- Фолльмер Г. По разные стороны мезокосма // Человек. 1993. № 2. С.5-11.